# الطاهر الشايبي
الطاهر الشايبي، ولد في 17 فيفري 1946 بتونس، هو لاعب كرة قدم تونسي.

## سيرة

### البدايات
« Tahar Boy », كما يلقبه أصدقاؤه في باب جديد معقل فريق النادي الإفريقي وأين كبر أيضا. منذ صغره، كان عاشقا لكرة القدم، مكرسا لها أكثر وقته واهتماماته تاركا دراسته. لكنه كسب أصدقاء في الملاعب مثله ليكونوا مستقبل نجوم كرة القدم الوطنية. الطاهر الشايبي كان متفوقا عليهم بقوته المروعة.
موقعا منذ 1959 مع النادي الإفريقي، أصبح واحدا من أفضل اللاعبين التونسيين بين 1963 و1973. في سن 17، يوم 6 أكتوبر 1963، شارك في أول مقابلة مع أكابر النادي الإفريقي ضد نادي سكك الحديد الصفاقسي. الفريق فاز 5 / 0 وقد سجل الطاهر الشايبي الهدف الأول. مع الصادق ساسي الملقب عتوقة، صديق الطفولة، قدم مساعدة كبيرة للنادي الإفريقي الخالي من الإنجازات منذ الاستقلال سوى الوصول لنهائي الكأس في 1956 و1963. المهاجم الشاب كان سريعا ومغايرا لعصره. قوة الاختراق أضعفت مدافعي الخصوم بالإضافة إلى هداف الفريق محمد صالح الجديدي.
طموح الفريق تحقق بالرغم من فشل الطاهر الشايبي في أول دربي تونس العاصمة، ضد الترجي، في 3 نوفمبر 1963 بنتيجة 0 / 2. كما أن الفريق لم يتمكن من الثأر في مقابلة العودة يوم 20 مارس 1964. لكن، توج النادي الإفريقي في النهاية وفاز بالكأس بفضل الطاهر الشايبي من 1966 إلى 1971 تواليا وهو إنجاز يحسب للطاهر الشايبي، وهو إنجاز لم يحققه أي لاعب تونسي حتى الآن.

### المنتخب الوطني
في سن 19 سنة، تم إقحام الطاهر الشايبي مع المنتخب الوطني في مقابلة ودية ضد نادي فيرينكفاروسي المجري، في 21 فيفري 1965، بملعب الشاذلي زويتن 0 / 0. اكتسب الوعي والخبرة في 2 ماي 1965 مسجلا الهدف الوحيد ضد المنتخب المغربي بالدار البيضاء. بخطوات ثابتة، الطاهر السايبي بدأ مسيرة دولية متدرجة كمثله الأعلى نور الدين ديوة في قلوب التونسيين.
مع المنتخب الوطني، تلقى وجهات نظر متعددة بعد الهزيمة القاسية في تصفيات ألعاب أولمبية صيفية 1968 أمام المغرب. في الواقع، الانتصار التاريخي في الدور التمهيدي لبطولة كأس العالم لكرة القدم 1970، في 17 نوفمبر 1968 بالجزائر 2 / 1، بدا الذهاب إلى المكسيك قريبا. اللاعبوون المحترفون بالمنتخب الجزائري لم يقلقوا الطاهر الشايبي وزملائه 0 / 0. لكن أمام المغرب، مواجهتان كانتا قويتان لكنهما لم تتمكنا من الحكم بالفريق الفائز مما أدى إلى مباراة فاصلة. في مرسيليا، استفاد الطاهر الشايبي من عودة نور الدين ديوة وذلك بافتتاح التسجيل منذ الدقيقة الثالثة. لكن هذا لم يمكن المنتخب التونسي من الترشح لحتكم المنتخبان مرة أخرى للقرعة التي رجحت كفة المغرب مرة أخرى.

### وصلات خارجية
- الطاهر الشايبي على موقع الاتحاد الدولي (مؤرشف)  (الإنجليزية)
- الطاهر الشايبي على موقع قاعدة بيانات كرة القدم.إي يو (الإنجليزية)